# さくらの
さくらの（1985年2月23日 - ）は、日本のAV女優。

## AV女優
2005年10月にAVデビュー。

## 出演作品
2005年
- Cherry blossom（10月28日、シャイ企画） ※デビュー作
- SEX EVOLUTION（11月30日、シャイ企画）
- 恋写…ロマンス（12月26日、シャイ企画）

2006年
- MADE IN さくらの（1月31日、シャイ企画）
- Spiritual（2月28日、シャイ企画）
- Gal Cawa!! 01（4月12日、プレステージ）
- ギャルス革命 潮吹きトリップ volume 01（6月22日、ディープス）共演:新村愛
- Pure♥キャロットへようこそ!! P.O.（6月23日、TMA）他出演:宝月ひかる、華月優
- Tokyo Private Mode 006 [さくらの]（6月23日、I.B.WORKS）
- 少女監禁 拘束中出し（7月6日、タカラ映像）
- エロメス この女セックス狂 1（7月6日、ディープス）
- メガネメイドしか見たくない! 4時間（8月4日、TMA）他出演:桜沢まひる、田中美久、宝月ひかる、真中莉子 他
- 女子校生強制中出し 10（8月10日、隼エージェンシー）他出演:海老名優、日向ゆず葉、森野まりな、星野亜美、桑原衿子、姫乃あん、深見ひなこ、陽多まり
- 美脚中出し 3（9月10日、隼エージェンシー）他出演:安藤美緒、一ノ瀬カレン、蛯原みなみ、川尻みゆき、菅野亜梨沙
- イケナイ家庭教師姉妹（9月15日、LEO）共演:山口真理
- コスプレ♥えっち（9月22日、GLAY'z）
- IPキャバクラへようこそ（10月1日、アイデアポケット）共演:天衣みつ、金城アンナ、紅音ほたる、南国楓、渡瀬安奈、楓
- フェラコレ2006秋（10月10日、隼エージェンシー）他多数出演
- エロかわモデル強姦中出し（10月19日、ミスター・インパクト）他出演:麻生岬、百瀬まひる、木村那美、川尻みゆき、一ノ瀬カレン、速水怜
- 欲情シティホテルTwin（11月10日、ゴリラプロジェクト）他出演:楓アイル、米倉真央、摩耶
- こだわりの手コキ 4時間SP 2 40人のハンドメイド（11月11日、隼エージェンシー）他39名出演
- PRIVATE STYLE（12月9日、グラフィス）他出演:ゆず
- オナニスト ［第十五章］（12月10日、隼エージェンシー）他多数出演

2007年
- 夜の女子校生 2（8月10日、ビッグモーカル）他出演:南憂蘭、星野優奈
- 痴女AV女優を会社に派遣してみました（8月17日、レアル・ワークス）共演:松本亜璃沙、村上里沙
- レイプ逃走（10月12日、TMA）他出演:藤本さおり、羽田夕夏、杏珠
- 競泳水着の痴女たち（12月21日、GLAY'z）他出演:浜崎りお、鮎川なお、羽田夕夏 他

2008年
- Smoking Girls（2月8日、TMA）他多数出演
- MODEL CLUB CLASS A ver.19（6月20日、silvia）他出演:小峰ミサ
- Finger Job! 07（6月20日、SEX Agent）他出演:河本愛